# Смоланд
Смоланд (на шведски: Småland) е историческа провинция в източна Йоталанд, южна Швеция. На юг граничи със Сконе и Блекинге, на запад с Халанд, на северозапад с Вестерйотланд, на север с Остерйотланд, а на изток водите на Калмарския пролив я разделят от остров Йоланд.
На шведски името означава „малка земя“. В Смоланд е родена детската писателка Астрид Линдгрен. Там е малкото село Льонеберя – местоживеенето на нейния герой Емил.

## История
Още през викингската епоха в Смоланд се е добивало желязо. През Средновековието Калмар е най-големият град в Швеция, благодарение на контролирания от германски търговци износ.

## География
По-голямата част на историческата провинция Смоланд е заета от едноименното гористо плато, което представлява своеобразна приповдигната част на Балтийския щит. Най-високата точка е връх Томтабакен 377 m. Платообразната повърхност е разчленена радиално от разходящи се реки с множество прагове, долините на които са заложени по съществуващите тектонски разломи и допълнително са обработени от плейстоценския ледник. Релефът е хълмисто-моренен, с многочислени ози (ниски моренни валове). Почвите са песъчливи и каменисти, което ги прави слабо пригодни за земеделие. Върху платото са разположени много езера, блата, торфища, мочурища и тресавища. Най-голямото езеро изцяло на платото е Болмен, а в северната му част в него се вдава голямото езеро Ветерн. Второ по големина е езерото Оснен. Покрито е с иглолистни и смесени гори.
В югоизточната част, по крайбрежието, е разположена Калмарската равнина, където е почти цялата обработваема земя. Общо обработваеми са 14% от общата площ, 7% са ливади и 50% от провинцията е заета от гори. Северното крайбрежие се състои от множество островчета и заливи.
По-значимите градове са Йоншьопинг, Калмар, Несшьо, Оскаршхамн, Вернаму, Вестервик, Векшьо и Вимербю.

## Административно деление
Провинциите са били основа на административното деление на Швеция през Средновековието, но впоследствие са заменени от лените. В Смоланд влизат лените Калмар, Йоншьопинг, Крунубери, както и части от Халанд и Източно-Йотландска област.

## Личности
- Карл Линей – ботаник, „бащата на таксономията“
- Астрид Линдгрен – детска писателка
- Пер Лагерквист – писател, носител на Нобелова награда за литература
- Ингвар Кампрад – основател на компанията ИКЕА
- Агнета Фелтскуг – певица, член на АББА

## Празници
- 19 октомври – празника на Смоланд

- 16 август – Смоландската атака и освобождението от Дания